# Titularbistum Cissita
Cissita ist ein Titularbistum der römisch-katholischen Kirche.
Es geht zurück auf einen untergegangenen Bischofssitz in der gleichnamigen antiken Stadt, die in der römischen Provinz Africa proconsularis (heute nördliches Tunesien) lag. Der Bischofssitz war der Kirchenprovinz Karthago zugeordnet.
| Titularbischöfe von Cissita |                               |                                        |                   |                   |
| Nr.                         | Name                          | Amt                                    | von               | bis               |
| 1                           | Heinrich Gleumes              | Weihbischof in Münster (Deutschland)   | 8. Oktober 1948   | 26. August 1951   |
| 2                           | Francis Clement Van Hoeck OSB | Abtbischof von Pietersburg (Südafrika) | 6. Januar 1954    | 20. April 1976    |
| 3                           | Antonio Pagano                | Weihbischof in Neapel (Italien)        | 27. August 1977   | 18. Dezember 1983 |
| 4                           | Salvatore Di Salvo            | Weihbischof in Rossano (Italien)       | 9. April 1984     | 5. Dezember 2005  |
| 5                           | Octavio Villegas Aguilar      | Weihbischof in Morelia (Mexiko)        | 29. Dezember 2005 |                   |